# Martin Cseh
Martin Cseh (ur. 22 sierpnia 1988 w Trenczynie) – słowacki piłkarz, obrońca USC Wallern.

## Kariera klubowa
Jako junior był zawodnikiem słowackiego klubu Slovan Bratysława. Podpisał z nią również zawodowy kontrakt w 2007 r. i był jej zawodnikiem do 2009 r. W 2009 r. przeszedł do czeskiego Bohemians 1905, w którym występuje jako prawy obrońca. Pierwszą bramkę dla klubu zdobył 21 listopada 2009 r. w meczu z SK Kladno, co zadecydowało o zwycięstwie drużyny 2:1.

## Kariera reprezentacyjna
Jako reprezentant Słowacji grał w młodzieżowej kadrze U-19 i U-21. W reprezentacji U-21 rozegrał 4. mecze eliminacyjne do mistrzostw europy w 2011 r.